# Fritz Roeder
Fritz Douglas Roeder (* 1. Juli 1906 in Göttingen; † 14. Januar 1988) war ein deutscher Neurochirurg und Hochschullehrer.
Roeder wurde an der Universität Göttingen bei Hermann Rein und Gottfried Ewald zum Neurochirurgen ausgebildet. Im Jahr 1938 wirkte er am Kaiser-Wilhelm-Institut für Psychiatrie in München. Er diente als Stabsarzt bei der Luftwaffe. Dabei nahm er Menschenversuche zu Höhenflug und Sauerstoffmangel beim Flug vor. Im Jahr 1943 arbeitete er dazu am Institut für Luftfahrtmedizin in München bei Georg August Weltz. Roeder war Mitglied im NS-Ärztebund. Nach 1945 wurde er als Professor an die Universität Göttingen berufen. Im Jahr 1962 operierte er einen Patienten, dem er im Zwischenhirn ein Areal zerstörte, in dem er die Ursache für sexuell abnormes Verhalten vermutete. Im Jahr 1969 „behandelte“ er einen Homosexuellen, um ihn von seiner Neigung „zu befreien“. Er spekulierte auch über Hirnoperationen an gewaltbereiten Terroristen wie Ulrike Meinhof.

## Schriften
- Nerven : Neurologie für Jedermann. Göttingen 1954.